# Maiolati Spontini
Maiolati Spontini – miejscowość i gmina we Włoszech, w regionie Marche, w prowincji Ankona.
Według danych na styczeń 2010 gminę zamieszkiwało 6169 osób przy gęstości zaludnienia 288 os./1 km².
Urodził się tutaj Gaspare Spontini.